# 関谷浩至
関谷 浩至（せきや ひろし）は文筆家。
TBSテレビ、TBSラジオのディレクター、パーソナリティを務めた。

## 経歴・人物
東京都渋谷区宮代町（現・広尾）に出生。横浜浅野高校、早稲田大学第一文学部、早稲田大学大学院文学研究科演劇専修映画学専攻修士課程修了。山本喜久男に師事。文学修士（早大）。専門は
映画音楽史、映画音楽論、音響音声論。
1982年、東京放送（TBS）に入社。テレビ第一制作局演出部に配属。『ぴったし カン・カン』『しゃれっぽクラブ』などのバラエティ番組でディレクターを務めた後、TBSラジオに異動。 
TBSラジオでは1980年代末より『大沢悠里のゆうゆうワイド』『ハローナイト』『土曜ワイドラジオTOKYO 永六輔その新世界』外中継リポーター、『タモリで失敬!』コーナーパーソナリティ、『関谷浩至と千堂あきほの夜はこれから』パーソナリティ、『WEEKLYアクションSP　土曜の夜につかまえて』ナビゲーター、『TBSラジオ開局40周年記念 24時間スペシャル「メリークリスマスラジオ」』（1991年）ディレクターを担当。
1992年10月より、平日帯 昼ワイド番組「関谷浩至と花の東京応援団!」 を担当。一般職として入社したTBS社員としては初の冠ワイド番組でパーソナリティを務めた。
永六輔は著書『逢えてよかった! 僕のメディア交遊録』（1995年、朝日新聞社）の中で映画のカメラワークに準えて、ラジオ外中継の関谷の話術について評価した（同書”関谷浩至”の項目を参照）。
1996年4月より、深夜放送『次はオレらだ!東京爆裂DJ』のナビゲーターを務めていたが目の疾患により降板。この疾患で角膜移植を受けている。
2012年2月、神奈川県内の公立図書館で講座『ハリウッド映画音楽史』の講師、
横濱ジャズプロムナード アーティスティックディレクターの柴田浩一と共同で講座『映画とジャズ』の講師を同年7月より務めた。
2020年8月、YouTubeで映画音楽を紹介する番組『関谷浩至の葉山ラジオ』の配信を開始。

## 著書他
- 公益財団法人 東京交響楽団　演奏会プログラム「Symphony」2017年1月号所収（東京オペラシティシリーズ　No.95） 「プロコフィエフとエイゼンシテイン　映画『アレクサンドル・ネフスキー』と“視聴覚の対位法”」　執筆[2]
- フェリーニを読む（フィルムアート社） - 「フェリーニとニーノ・ロータ/映画の記憶・音楽の記憶」　執筆[3]
- サウンド派映画の聴き方（フィルムアート社） - 「映画史における代表的音楽家30人」　執筆[4]
- シネ・ミュージック講座/映画音楽の100年を聴く（フィルムアート社） - 音楽評論家・詩人 秋山邦晴著【対談ゲスト・作曲家 武満徹】で、校閲・作曲家注記・ディスコグラフィ執筆[5]
- キューブリック（ダゲレオ出版） - 月刊イメージフォーラム増刊号、「ジョセフ・ジェルミスによるスタンリー・キューブリックインタビュー」を石田タクと共訳[6]
- ニーノ・ロータ1999（東芝EMI、1999.04.28 TOCT-24124） -アコーディオニストcobaのアルバムのライナーノーツ執筆[7]